# Will S. Davis
Will S. Davis (1882 — 19 de novembro de 1920) foi um diretor e roteirista norte-americano da era do cinema mudo. Ele apareceu em 36 filmes entre 1913 e 1920. Também dirigiu 13 filmes entre 1914 e 1917.

## Filmografia selecionada
- Destruction (1915)
- Slander (1916)
- The Straight Way (1916)
- Jealousy (1916)
- The Victim (1916)
- The Eternal Mother (1920)
- The Mystery Mind (1920)